# Мужская сборная Ирландии по водному поло
Мужская сборная Ирландии по водному поло — национальная ватерпольная команда, представляющая Ирландию на международной арене. Управляющей организацией является Ассоциация плавания Ирландии (исл. Swim Ireland).

## Результаты выступлений

### Олимпийские игры
| Год        | Место          | И              | В              | Н              | П              | ГЗ             | ГП             | +/-            |
| ---------- | -------------- | -------------- | -------------- | -------------- | -------------- | -------------- | -------------- | -------------- |
| 1900—1920  | не участвовали | не участвовали | не участвовали | не участвовали | не участвовали | не участвовали | не участвовали | не участвовали |
| 1924       | 9              | 2              | 1              | 0              | 1              | 2              | 4              | -2             |
| 1928       | 14             | 1              | 0              | 0              | 1              | 1              | 11             | -10            |
| 1932—н. в. | не участвовали | не участвовали | не участвовали | не участвовали | не участвовали | не участвовали | не участвовали | не участвовали |

### Чемпионаты Европы
| Год        | Место          | И              | В              | Н              | П              | ГЗ             | ГП             | +/-            |
| ---------- | -------------- | -------------- | -------------- | -------------- | -------------- | -------------- | -------------- | -------------- |
| 1926—1962  | не участвовали | не участвовали | не участвовали | не участвовали | не участвовали | не участвовали | не участвовали | не участвовали |
| 1966       | 15             | 7              | 0              | 1              | 6              | 18             | 49             | -31            |
| 1970       | 15             | 6              | 0              | 1              | 5              | 17             | 55             | -38            |
| 1974—н. в. | не участвовали | не участвовали | не участвовали | не участвовали | не участвовали | не участвовали | не участвовали | не участвовали |